# Lakeside Club de Remo México

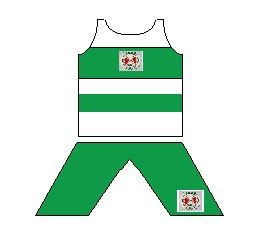
Uniforme tradicional del Lakeside Club de Remo desde 1888.

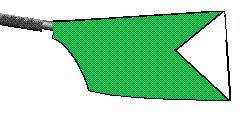
Colores tradicionales en los remos del Lakeside Club de Remo.

El Lakeside Club de Remo AC (o Lakeside Rowing Club en inglés) se encuentra ubicado al sur de la Ciudad de México, en Xochimilco, al lado de la Pista Olímpica de Remo y Canotaje Virgilio Uribe en la posición 19°17′0.47″ N y 99°6′11.79″ O. La Pista Olímpica fue sede de los eventos de remo y canotaje durante los Juegos Olímpicos de 1968. El club fue fundado por ingleses y tiene sus orígenes desde el año 1888, y es el club más antiguo de México y es cofundador de la Federación Mexicana de Remo. Su deporte tradicional siempre ha sido el remo.
Desde 1995 ha instituido una de las regatas más importantes en México, la Regata Lakeside, la cual originalmente se llevaba a cabo en la primavera, pero las últimas ediciones se llevan a cabo en el mes de septiembre. La regata es de amplia participación y abarca las modalidades de remo corto y largo, tanto varonil y femenil. Las competencias abarcan desde las categorías de infantiles, novatos y principiantes, hasta las de masters, juniors y seniors. En ella han participado atletas de alto nivel internacional. La cobertura y difusión de ésta regata ha sido amplia por diversos medios noticiosos.
Igualmente ha sido anfitrión de la tradicional Regata del Pavo o de Navidad, la cual se realiza tradicionalmente el segundo domingo de diciembre. Este evento es de carácter informal y con él se da por concluido la temporada de remo del año en curso.

## Historia
La historia del Lakeside Club de Remo AC se remonta a la segunda mitad del siglo XIX y está profundamente vinculada con la historia del remo en México, por ser el primer club en iniciar este deporte y seguir aún presente más de 100 años después de su fundación. 

### SigloXIX
En el siglo XIX, durante la época del porfiriato en México, para el mejoramiento de la explotación de las minas y la extracción de diversos tipos de minerales, se requirió la asesoría de ingenieros y mineros provenientes de Inglaterra. Lo anterior dio pie a una fuerte migración de ingleses y de otros trabajadores de Escocia, Irlanda y Gales. Al establecerse en el país, ésta inmigración influenció en el perfeccionamiento de la ingeniería minera. Pero también influenció en las costumbres que se tenían en México. Por ejemplo influyó en la gastronomía al elaborarse los "pasty" o paste como se conoce en México, así como también en el deporte al traer consigo el balón-pie o fútbol, y en especial el remo.
De entre las familias inglesas que se establecieron en México, se halla la familia Phillips. Su hijo, Thomas, era un amante y practicante del remo. Por su afición y sus constantes incursiones a lagos y lagunas para remar, le apodaron "Lakeside". Por lo que era habitualmente conocido como Thomas "Lakeside" Phillips. No se sabe aún con exactitud la fecha de la fundación del club, pero existen documentos que datan de 1888 en el que indican que el club Lakeside ya existía, por lo que su antigüedad podría ser mayor al de la fecha considerada por el momento como oficial (1888).

### SigloXX
El Club Lakeside en el siglo XIX se encontraba en las orillas del lago de Chalco, cerca del poblado de Ayotla. Debido a la desertificación de este lago, sus miembros mudaron el club al Peñón de los Baños, al lado del lago de Texcoco, y posteriormente a Mexicaltzingo. Finalmente a principios del siglo XX se establecieron al lado del lago de Xochimilco (cerca de la demarcación que hoy en día ocupa). El cambio a Xochimilco, que en aquel entonces, era lejano y de difícil acceso provocó una disminución de sus miembros.
En 1912 cambia su nombre por el de British Boating Club o BBC. En 1913, junto con los clubes Alemán de Regatas (hoy Club Antares), Veracruzanos Ruderverein (Ya desaparecido) y el Corona Rowing Club de Tampico (Que se convirtió en el Club de Regatas Corona aún activo) , crea la Asociación de Regatas de México (antecesor de la Federación Mexicana de Remo).
En 1961 regresa a su nombre original, Lakeside Club de Remo AC o Lakeside Club de Remo AC. En 1967, previo a los Juegos Olímpicos de 1968, participa en el cambio de nombre de la Asociación de Regatas de México por la de Federación Mexicana de Remo AC (o FMR).
Durante la década de los 70's y 80's, el Lakeside Club de Remo AC tuvo una sensible baja de socios que casi lo lleva al borde de la desaparición. Pero a inicios de la década de los 90's tuvo un vertiginoso renacimiento que condujo al club a ser el mejor del país durante el primer lustro de esa década. En 1995 es organizador de la 1.ª Regata Lakeside (regata que hasta el momento no ha sido interrumpido). El apoyo incondicional de los señores Patrick O'Hea y Enyedi Percovac fueron determinantes para este renacimiento. En esta década de éxitos, el entrenador Roberto Serrano estuvo a cargo obteniendo para la institución varios primeros lugares en diferentes modalidades y categorías. El máximo nivel se obtuvo en 1996 obteniendo entre otros logros el primer lugar en la categoría 8+ varonil intermedio a 2000 m en los Campeonatos Nacionales de Remo en la Ciudad de México. Después de este año, el club empezó a perder fuerza durante el resto de la década de los 90's debido a problemas internos, y a diferencias con la FMR y con autoridades deportivas de la Delegación de Xochimilco.
No obstante, durante este período el Club fue semillero de excelentes atletas, femenil y varonil, que participaron en Juegos Centro Americanos y del Caribe, Juegos Panamericanos, y Juegos Olímpicos, así como en diversas compiticiones internacionales.

### SigloXXI
Durante el inicio de la nueva centuria, el Lakeside Club de Remo AC ha ido logrado sobrevivir a los problemas sociales y económicos que ha ido aquejando a México y en especial a su ciudad capital. Sin embargo, tuvo un descenso considerable de socios debido a los costos de manutención del club, así también debido a la inseguridad de la zona que por su naturaleza ecológica es poco vigilado y es susceptible a los asaltos. Otro factor que ha afectado las actividades del club son las condiciones de la Pista Olímpica de Cuemanco, que no ha recibido adecuado mantenimiento después de los Juegos Olímpicos de 1968.

## Acciones y afiliaciones
- Miembro fundador de la Asociación de Regatas de México (1913).
- Miembro fundador de la Federación Mexicana de Remo (1967).
- Miembro activo de la Federación Mexicana de Remo.
- Miembro de la Sociedad de Remo del Distrito Federal.

## Artículos
- / La minería en México
- / Desecación de los lagos en el Valle de México

## Enlaces de interés
- OarSpotter-Recopilación de diseños de remos en el mundo

## Noticiosos
- Noti_Lakeside Club de Remo 1888 (enlace roto disponible en Internet Archive; véase el historial, la primera versión y la última).
- / Regata Lakeside 2006
- Regata Lakeside 2009_a
- Regata Lakeside 2009_b

## Vídeos
- /Canal YouTube Lakeside Club de Remo
- Pista Olímpica de Remo y Canotaje "Virgilio Uribe"
- / Regata Lakeside 2007

- Datos: Q5969590